# Agence Anadolu
Pour les articles homonymes, voir AA et Anadolu.
L’agence Anadolu (en turc : Anadolu Ajansı, abrégé AA) est une agence de presse du gouvernement turc. Elle est fondée en 1920 avant la déclaration de la république de Turquie, au moment de la « lutte nationale turque » (Milli Mücadele) afin de « faire entendre la voix de l'Anatolie dans le monde entier ». Elle est l'une des deux principales agences de presses en Turquie avec la Doğan Haber Ajansı.

## Historique
L'histoire de l'agence Anadolu a évolué en même temps que la Turquie moderne. Précédée par le « bureau de presse kémaliste », l'agence Anadolu a été fondée le 6 avril 1920 par Mustafa Kemal, 17 jours avant le premier rassemblement de la Grande Assemblée nationale de Turquie. L'agence Anadolu a eu l'honneur d'annoncer la première législation votée par l'Assemblée de la République. L'agence Anadolu a donc assisté à toutes les étapes de la lutte nationale (Milli Mücadele).
Après la mise sous occupation de Constantinople le 16 mars 1920 et la fin du Parlement ottoman, Mustafa Kemal a appelé toutes les provinces à organiser des élections pour créer un nouveau parlement à Ankara. Plusieurs intellectuels qui ont réalisé qu'ils ne pouvaient plus rester à Constantinople ont rejoint le « Milli Mücadele ». Cette migration vers Ankara a ouvert la voie vers la création de l'agence Anadolu.
Parmi ces intellectuels quittant Constantinople pour Ankara, figuraient le journaliste Yunus Nadi Abalıoğlu et l'écrivain Halide Edip Adıvar. Ces deux personnalités ont décidé ensemble de créer au plus vite une agence de presse à Ankara et de la nommer "Anadolu Ajansi".
L'agence a récupéré par un contrat d'octobre 1923 la succursale commune en Turquie des agences de presse Havas et Reuters, qui s'étaient alliées en octobre 1922 avec l'Agence télégraphique ottomane fondée en 1911 par le journaliste Salih Gourdji (père de Françoise Giroud), et un peu avant avec l'agence "La Turquie" de Constantinople.
L'agence Anadolu a mené une course de longue haleine durant la Guerre d'indépendance turque. L'agence s'est chargée d'informer la population de ce qu'il se passait dans le reste du monde. Elle a également lutté contre la soumission des journaux étrangers et turcs à Constantinople. Cette dernière a également dû défendre la lutte nationale devant l'opinion mondiale, et l'informer des droits fondamentaux que la Turquie revendique tout en prenant le soin d'agir sans se laisser influencer par certains mouvements et milieux.
Mustafa Kemal a également contribué au développement de l'Agence Anadolu en donnant la responsabilité à quelques-uns de ses amis proches de la transformer en une agence de presse occidentale. Ainsi, l'Anadolu Agency Corporation a été créée le 1er mars 1925. La charte organisationnelle de l'Agence Anadolu a acquis un statut d'autonomie sans précédent et ce, même dans les pays occidentaux d'aujourd'hui.
Le siège de l'agence Anadolu a été établi à l'École de l'Agriculture, qui a également abrité le siège de Mustafa Kemal Ataturk. L'agence a finalement été officiellement fondée le 6 avril 1920. L'agence est devenue l'agence de presse officielle de la Turquie. L'agence Anadolu est une société anonyme. Le gouvernement turc lui verse une subvention annuelle en vertu d'une convention.
En octobre 2018, la direction de l'agence annonce qu'elle va fermer son antenne de Rabat (Maroc) pour raisons financières.

## Activités
L'agence Anadolu diffuse actuellement ses dépêches en douze langues : en turc, en anglais, en bosnien, en russe, en français, en kurde (écriture arabe et latine), en persan, en albanais, en arabe, en macédonien, en indonésien et en espagnol (diffusion dès le 6 avril 2014).
L'agence publie quotidiennement près de 1 500 nouvelles, 1 000 photos et 200 vidéos.

## Critiques
L'agence a toujours été proche du pouvoir turc. Depuis les années 2010, l'agence a pour directeur général Kemal Öztürk (tr), l'ancien conseiller en communication du président Erdogan. L'agence est largement considérée comme un outil du gouvernement Erdogan et de son parti, l'AKP. D'anciens journalistes ont critiqué la méthode journalistique de l'agence : dans le domaine national, les affirmations du gouvernement sont acceptées sans vérification, les sources sont contactées et directement citées. À l'international, tous les sujets peuvent être couverts, à l'exception du génocide arménien et du transit des djihadistes européens par Istanbul.
En juillet 2017, l'agence Anadolu est accusée par le Pentagone d'avoir révélé l'emplacement de positions américaines en Syrie.
Le Secrétariat général du Comité interministériel de prévention de la délinquance et de la radicalisation français qualifie l’agence Anadolu comme « un organe de propagande » du gouvernement turc,, L'agence a répondu en défendant son objectivité.  Le Stockholm Center for Freedom accuse l'agence d'être un outil de propagande du gouvernement turc attaquant les journalistes néfastes à l'image du gouvernement.